# Harpalus paululus
Harpalus paululus är en skalbaggsart som beskrevs av Thomas Casey. Harpalus paululus ingår i släktet Harpalus och familjen jordlöpare. Inga underarter finns listade i Catalogue of Life.